# تايشون برينس
تايشون برينس (بالإنجليزية: Tayshaun Prince)‏ مواليد 28 فبراير 1980، هو لاعب كرة سلة أمريكي يلعب مع فريق ديترويت بيستونز في الرابطة الوطنية لكرة السلة ويحمل الرقم 22. يبلغ طوله 6 قدم 9 بوصة (2.1 م).

## فرق لعب لها
- ديترويت بيستونز
- ميمفيس غريزليس
- بوسطن سيلتكس
- ديترويت بيستونز

## الميداليات
| الميدالية | المسابقة                       |
| --------- | ------------------------------ |
| ذهبية     | الألعاب الأولمبية الصيفية 2008 |

## روابط خارجية
- تايشون برينس على موقع الاتحاد الدولي لكرة السلة (الإنجليزية)
- تايشون برينس على موقع إن بي أي (الإنجليزية)
- تايشون برينس على موقع سبورتس رفرنس (الإنجليزية)
- تايشون برينس على موقع كرة السلة الأوروبية.كوم (الإنجليزية)
- تايشون برينس على موقع إي إس بي إن.كوم (الإنجليزية)
- تايشون برينس على موقع كلية كرة السلة في سبورتس رفرنس.كوم (الإنجليزية)
- تايشون برينس على موقع ريلجم (الإنجليزية)
- تايشون برينس على موقع بروبوليرز (الإنجليزية)
- تايشون برينس على موقع سبورتس رفرنس (الإنجليزية)
- تايشون برينس على موقع أوليمبيديا (الإنجليزية)